# Ann-Marie Vinde
Ann-Marie Vinde, född Persson, 12 november 1934 i Örgryte församling i Göteborg, död 13 december 2017 i Stockholm, var en svensk språkvetare och översättare. 

## Biografi
Vinde avlade fil.kand- och fil.mag-examen i engelska, nordiska språk och litteraturhistoria 1957 och 1959 och disputerade 1972 vid Stockholms universitet på avhandlingen A study of the strong-stressed vowel sounds in words entered under letters A-E in the spelling-list (the Generall table) of Richard Mulcaster's The first part of the Elementarie (1582).
Ann-Marie Vinde arbetade som gymnasielektor och universitetslektor vid Engelska institutionen vid Stockholms universitet och var knuten till Tolk- och översättarinstitutet vid samma lärosäte fram till sin pension. Hon medverkade även med artiklar i Svenskt översättarlexikon.
Vindes översättningar av den amerikanska poeten Emily Dickinsons verk har blivit uppmärksammade.
Ann-Marie Vinde var 1957–1980 gift med Pierre Vinde (1931–2022). Hon är gravsatt på Katarina kyrkogård i Stockholm.

## Översättningar
- Ford Madox Ford: Sorgligast av historier (The Saddest Story/The Good Soldier, 1915) (Tiden, 1962)
- Samuel Johnson: Prins Rasselas av Abessinien (Prince Rasselas of Abyssinia, 1759) (Natur och kultur, 1964)
- Emily Dickinson: Min flod flyter mot dig : sextio dikter (Bokverket, 2010) [Urval, översättning och kommentarer]
- Emily Dickinson: Poeter tänder bara lampor : dikter (Bokverket, 2017) [Urval, översättning och kommentarer]